# 西浦元墓
西浦元墓，位于中国广东省汕头市澄海区莲华镇西浦村沟洋山，现为澄海区文物保护单位，类型为古墓葬，公布时间为1984年12月5日。
西浦元墓的历史年代为元代。